# ژوزف ونتاژا
ژوزف ونتاژا (فرانسوی: Joseph Ventaja‎; ۴ فوریهٔ ۱۹۳۰ – ۱۱ اوت ۲۰۰۳) بوکسور اهل فرانسه بود.